# Бакхарис шариковый
Бакхарис шариковый (лат. Baccharis pilularis) — кустарник семейства Сложноцветные (Asteraceae), произрастающий в Калифорнии, Орегоне, Вашингтоне и Нижней Калифорнии. Есть сообщения об изолированных популяциях в Нью-Мексико, скорее всего, заносных.

## Распространение и среда обитания
Растения встречаются в самых разных местах обитания, на прибрежных утесах, лугах, в дубовых лесах, в том числе на склонах холмов и в каньонах, ниже 610 м.
Бакхарис шариковый известен как вторичное растение-первопроходец в таких сообществах, как прибрежные заросли шалфея  и чапараля. Под сомкнутым пологом кустарника не заселяется, так как в тени рост сеянцев затруднен. Дуб траволистный, умбеллюлярия калифорнийская, Сумах цельнолистный (Rhus integrifolia) и другие виды, создающие тень, заменяют прибрежные заросли шалфея и другие районы, где преобладают кусты койота, особенно когда не было лесных пожаров или интенсивного выпаса скота.
На пастбищах Калифорнии он появляется поздно, вторгается и размножается в отсутствие пожаров или выпаса скота. Вторжение Baccharis pilularis на пастбища важно, потому что помогает приживаться другим прибрежным видам шалфея. Тем не менее, создание Baccharis pilularis может вызывать беспокойство, поскольку он также вытесняет пастбища с высоким биоразнообразием, которые важны для хранения углерода и устойчивы к лесным пожарам. После восстановления пастбищ Baccharis pilularis могут стать серьёзной проблемой и захватчиком растений, который захватит среду обитания пастбищ, особенно если восстановительные работы ограничены и непериодичны.

## Описание

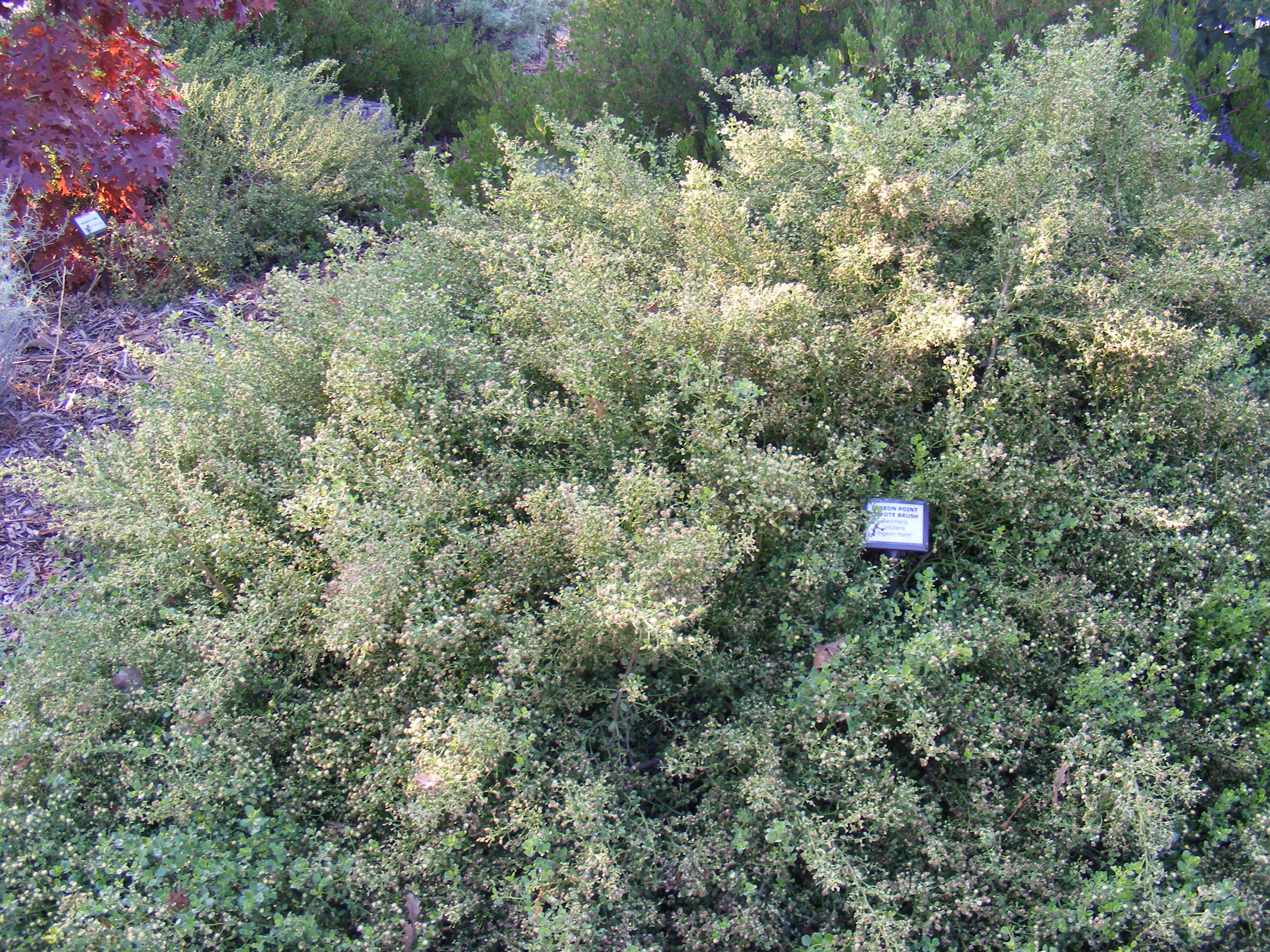
Baccharis pilularis цветет в саду.

Кустарник в высоту обычно до 3 м. Прямостоячие растения обычно смешиваются (и полностью переходят друг в друга) с распростёртыми растениями. Он голый и обычно липкий.
Стебли прямостоячие, ветви раскидистые или восходящие. Листья длиной 8–55 мм и от цельных до зубчатых и от обратноланцетных до обратнояйцевидных, с тремя основными жилками.
Цветочные головки находятся в листовистой метелке. Обертки от полушаровидных до колоколообразных. Этот вид двудомный (пестичные и тычиночные цветки встречаются на отдельных растениях). И тычиночные, и пестичные головки имеют длину 3,5–5 мм. Филларии в 4–6 рядах, яйцевидные, голые. Сосуды от выпуклых до конических, ячеистые. Тычиночные цветки варьируются от 20 до 30 штук, а пестичные — от 19 до 43 штук.
Этот и другие виды Baccharis являются источниками нектара для большинства хищных ос, местных шкиперов (маленьких бабочек) и местных мух на их ареалах.
Подвиды
- Baccharis pilularis subsp. consanguinea (DC.) C.B.Wolf — в основном у прибрежного чапараля.
- Baccharis pilularis subsp. pilularis — песчаные прибрежные обрывы и пляжи в Калифорнии.

## Выращивание
Baccharis pilularis культивируется как декоративное растение и часто используется в засухоустойчивых, местных растениях и садах дикой природы, а также в проектах по озеленению и восстановлению среды обитания. Сорта почвопокровных сортов имеют различные качества по высоте и распространению, окраске листьев и текстуре. Вертикальные формы подходят для живых изгородей и ограждений, а также круглогодичной листвы.
Baccharis pilularis обычно устойчива к оленям. Растения также устойчивы к засухе после созревания, требуют полива раз в неделю до укоренения, а затем примерно раз в месяц в течение первого лета. Они могут созревать в течение одного-двух лет. Растения предпочитают хороший дренаж.
Для озеленения выращивают только мужские растения Baccharis pilularis. Если их заменить на Baccharis pilularis subsp. consanguinea в экологическом восстановлении не будет ни завязывания семян, ни набора новых особей.

### Сорта
Сорта, часто имеющие общее название «карликовая кисть койота» или «карликовый бакхарис», указывающее на выбор почвопокровного растения, включают:
- Baccharis pilularis 'Pigeon Point' — из Пиджен-Пойнт, побережье Калифорнии[6],
- Baccharis pilularis 'Twin Peaks' — от побережья вдоль Сономы до округов Монтерей[7],
- Baccharis pilularis 'Santa Ana'[8].

## Смотрите также
- Экорегион Калифорнийский прибрежный шалфей и чапараль[англ.]
- Экорегион Калифорнийский горный чапараль и лесные массивы[англ.]
- Экология огня[англ.]

## Внешние ссылки
- Baccharis pilularis  DC. (англ.). Calflora. Calflora, a 501c3 non-profit. — карта распространения другая информация
- Jepson Manual treatment
- Baccharis pilularis in the CalPhotos photo database, University of California, Berkeley
- | Дубовый лист | Это заготовка статьи по ботанике. Помогите Википедии, дополнив её. |